# بییانوئبا د لا سرنا
بییانوئبا د لا سرنا (به اسپانیایی: Villanueva de la Serena) یک شهرستان و شهر در اسپانیا است که در استان باداخس واقع شده‌است.

## خصوصیات
بییانوئبا د لا سرنا ۱۵۲ کیلومترمربع مساحت و ۲۶٬۱۱۱ نفر جمعیت دارد و ۲۸۰ متر بالاتر از سطح دریا واقع شده‌است.